# Миннусте
Ми́ннусте (ест. Mõnnuste küla) — село в Естонії, у волості Ляене-Сааре повіту Сааремаа.

## Населення
Чисельність населення на 31 грудня 2011 року становила 52 особи.

## Географія
Стверджується, що, якщо враховувати всі острови Європи — від Азорських островів до Землі Франца-Йосифа і від Криту до Ісландії, то географічним центром Європи є точка з координатами 58°18′14″ пн. ш. 22°16′44″ сх. д. / 58.30389° пн. ш. 22.27889° сх. д., що розташовується в селі Миннусте.
Село межує з південною околицею селища Кярла. Через село проходить дорога Коґула — Кярла.
Поблизу Миннусте тече річка Кярла (Kärla jõgi).

## Історія
До 12 грудня 2014 року село входило до складу волості Кярла.

## Пам'ятки природи
На захід від села (58°18′58″ пн. ш. 22°15′44″ сх. д. / 58.31611° пн. ш. 22.26222° сх. д.) розташовується заказник Лаазі (Laasi hoiuala), площа — 8,8 га.